# Bactériologie médicale
 (mai 2025).
 (mai 2025).
La bactériologie médicale est une branche de la biologie médicale qui consiste en l'analyse de divers liquides biologiques (parfois de tissus) dans le but d'isoler et/ou de caractériser une ou des bactéries pouvant être responsables de la pathologie suspectée à l'aide de techniques directes ou indirectes.
En fonction de la bactérie suspectée, un ou des prélèvements particuliers devront être réalisés dans le but d'isoler au mieux cette bactérie et ainsi de poser un diagnostic le plus fiable possible et, après la réalisation ou non d'un antibiogramme, de traiter au mieux la pathologie engendrée par des antibiotiques. Chaque résultat devra être contrôlé et si possible interprété par un biologiste médical.

## Préalables indispensables
Le pouvoir pathogène d'un germe est quelque chose de relatif dépendant bien sûr de la bactérie elle-même, mais aussi, du produit à partir duquel elle a été isolée, en quelle quantité et de l'état du porteur également (la personne chez laquelle on a isolé cette bactérie).
S'il existe des germes spécifiquement pathogènes, on rencontre également beaucoup de germes saprophytes ou commensaux normalement non pathogènes mais qui peuvent le devenir dans certains cas ou dans certaines circonstances.
Il faut distinguer les produits fermés des produits ouverts. Un germe isolé d'un produit fermé c'est-à-dire profond doit être considéré comme pathogène étant donné que le produit en question est normalement stérile. Mais il y a une grosse restriction : les souillures. Dans un produit ouvert hébergeant une flore commensale normale, des germes spécifiquement pathogènes ne posent pas de problème (p. ex. Salmonella Typhi, Shigella...) mais des germes opportunistes posent un problème beaucoup plus délicat: dans ce cas le nombre de germes est important. C'est pour cette raison que l'on utilise des méthodes quantitatives ou semi-quantitatives dans certains cas.
Un sujet peut être porteur sain d'un germe pathogène c'est-à-dire qu'il ne développe aucune maladie à la suite de ce germe. Il peut, par contre, contaminer une partie de son entourage (famille, amis, collègues de travail...)

## Bactéries pathogènes pour l'homme

### Coques Gram positifs
- Staphylocoques
- Microcoques
- Streptocoques
- Entérocoques

### Coques Gram négatifs ou Neisserias
- Neisseria meningitidis
- Neisseria gonorrhoeae ou gonocoques

### Bacille Gram Positif sporulé aérobie
- Bacillus anthracis, responsable du "Charbon"

### Bacilles Gram positifs sporulés anaérobies ou Clostridium
- Clostridium botulinum, responsable du botulisme
- Clostridium tetani, responsable du tétanos
- Gangrène gazeuse due à différents clostridium, mais surtout le Clostridium perfringens dans 95 % des cas.

### Bacilles Gram Positifs non sporulés
- Corynebacterium diphtheriae, responsable de la diphtérie
- Listéria
- Erysipelothrix rhusiopathiae (rouget)
- Actinomycètes
- Lactobacilles

### Mycobactéries
- Mycobacterium tuberculosis, agent de la tuberculose
- Mycobactéries atypiques
- Mycobacterium leprae ou bacille de la lèpre

### Bacilles gram négatifs
- Entérobactéries
  - Citrobacter
  - Coliformes dont Escherichia coli
  - Enterobacter
  - Klebsiella
  - Proteus
  - Salmonella
  - Serratia
  - Shigella

- Bacilles gram négatifs non fermentatifs
  - Acinetobacter
  - Burkholderia
  - Flavobacterium
  - Moraxella
  - Pseudomonas aeruginosa (Pyocyanique)
  - Stenotrophomonas

- Bacilles gram négatifs anaérobies
  - Spherophorus
  - Fusiformis
  - Bacteroides

- Parvobactéries
  - Brucella
  - Yersinia
    - Yersinia pestis
    - Yersinia pseudotuberculosis
    - Yersinia enterocolitica

  - Pasteurella
  - Francisella tularensis
  - Bordetella
  - Haemophilus
    - Haemophilus influenzae
    - Haemophilus ducreyi

- Legionella

### Les vibrions
- Vibrio cholerae, responsable du choléra
- Vibrio parahaemolyticus
- Campylobacter fetus ou Vibrio fœtus

### Les Spirochètes
- Tréponème de la syphilis
- Tréponème du pian
- Borrelia
- Leptospire ictéro-hémorragique

### Lesmycoplasma
- Mycoplasma pneumoniae

### Lesrickettsia
- Rickettsia prowazekii
- Rickettsia mosseri
- Rickettsia conorii
- Rickettsia rickettsii

### Microorganismes autrefois classés parmi les rickettsies
- Orientia tsutsugamushi
- Coxiella burneti

### Les chlamydia
- Chlamydia trachomatis

## Choix du milieu

### Produits ouverts
Les milieux liquides sont a priori à proscrire car ils faussent complètement la notion numérique (il faut essayer de respecter la proportion des germes). Dans certains cas cependant, on utilise un milieu liquide car un germe peut pousser dans un milieu liquide alors qu'il ne pousserait pas sur un milieu solide. On utilise aussi des milieux liquides comme milieu d'enrichissement lorsqu'on recherche un germe bien spécifique (par exemple Salmonella).
Dans la plupart des cas, il faut faire un isolement : l'ensemencement sur boîte de Petri est la technique habituelle.

### Produits de cavités fermées
Il faut s'adresser également à un milieu liquide permettant un ensemencement beaucoup plus massif (si le produit contient peu de germes) ; d'autre part, on s'attend normalement à une culture mono-microbienne. Un très bel exemple est celui de l'hémoculture où on ensemence 10  à   20 cm3 de sang.

## Urines

### Prélèvement
L'aspect qualitatif joue un rôle très important surtout que maintenant on évite le prélèvement des urines par sondage. Pour les urines, il existe en effet 3 modes de prélèvement:
- sondage : pas de contamination mais risque important d'infections iatrogènes. D'où ce mode de prélèvement est de plus en plus déconseillé.
- ponction sus-pubienne : méthode excellente mais elle reste une méthode d'exception
- urines émises à la miction après nettoyage soigneux des organes génitaux : c'est la méthode la plus utilisée cependant les germes de souillure sont souvent identiques aux germes retrouvés, d'où le recours à la numération pour interpréter la présence du germe identifié.

La règle de Kass est valable à condition de ne pas l'appliquer sans nuance :
- moins de 10 000 germes/ml : non pathologique
- 10 000 -  100 000 germes/ml : discutable
- plus de 100 000 germes/ml : infection ou menace d'infection urinaire

### Nature des germes

#### Germes intestinaux
Entérobactéries - entérocoques - streptocoque B = germes d'origine basse responsables d'infections ascendantes (cystite puis pyélite).

#### Germes d'origine hématogène
ex. : Staphylocoques responsables d'infection descendante.

#### Germes opportunistes
Chez des opérés, des personnes porteuses d'une sonde à demeure…
ex. : Pseudomonas et occasionnellement d'autres germes non fermentants.

#### Pyurie
Une pyurie doit toujours nous forcer à admettre qu'il y a infection. Si, lors d'une pyurie, on ne retrouve pas de germe après l'examen bactériologique normal, il faut absolument faire une recherche de BK par la coloration de Ziehl même si le clinicien ne le demande pas : on peut ainsi détecter une tuberculose rénale.

### Schéma d'examen bactériologique des urines en routine

#### Examen direct sur urine non centrifugée
Cet examen donne une appréciation quantitative et permet de voir si le germe est Gram + ou Gram -. Attention : dans l'urine, les gram - se décolorent mal surtout s'il y a trop d'urines → Gram effectué à partir d'une anse et non d'une pipette.

#### Mise en culture
Il s'agit d'un schéma choisi parmi d'autres.
- Gélose lactosée au pourpre de bromocrésol (BCP).

Le BCP est un des seuls milieux ne contenant pas de NaCl. D'où on bénéficie d'une inhibition relative du Proteus pour ne pas avoir un envahissement de la gélose par ce germe. Le bromocrésol permet de faire la distinction entre germes lactose + ou lactose - (cela oriente déjà un petit peu pour les entérobactéries. L'ensemencement se fait de manière quantitative par le procédé Dip-slide intéressant pour le médecin généraliste : il s'agit d'un flacon contenant une lame porte-objet dont les 2 faces sont recouvertes de milieux de culture gélosés différents : l'un est sélectif, l'autre pas. Ce procédé évite le transport de l'échantillon et préserve la notion quantitative.
- Milieu de Mac Conkey (MC)

Le MC est un milieu sélectif laissant pousser uniquement les Gram - :
colonies rouges = lactose + ; colonies incolores = lactose - ; à partir de chaque type de colonies, on réalisera une galerie d'identification.

#### Antibiogramme direct
L'urine est un des rares produits se prêtant bien à un antibiogramme direct. De plus, l'antibiogramme constitue un milieu supplémentaire et il peut apporter quelques renseignements pour l'identification. (p. ex. un germe lactose - résistant aux tétracyclines, à la colimycine et à la furadantine est un proteus ; un germe lactose +, muqueux, résistant à l'ampicilline est une Klebsiella.
Pour l'ensemencement, il faut se baser sur l'examen direct : 
- si l'urine est claire et ne montre que quelques germe à l'examen direct, on ne fera pas d'antibiogramme direct
- il faut un ensemencement + ou - standardisé : on dilue au moins une fois par nombre de germes vus par champ à l'examen direct (grossissement = 100). Ainsi, si 50 g./champ, on diluera l'urine 50 ou même 100 fois.

## Expectorations

### Examen bactériologique le plus décevant et le plus difficile
- Dans de nombreux cas, on ne trouve rien au point de vue bactériologique ou bien on trouve un germe n'ayant pas de signification. S'il y a réellement une infection pulmonaire, on peut envisager que l'agent responsable est :
  - un virus,
  - un mycoplasme
  - un germe profond qu'on ne parvient pas à mettre en évidence
- Comme les expectorations passent par la bouche, on retrouve souvent des contaminations buccales. La présence d'un germe peut avoir une signification toute différente selon qu'il se trouve dans la bouche ou dans le tractus pulmonaire. Exemple typique : le Pseudomonas aeruginosa (pyocyanique) est normal dans la bouche (il provient de la nourriture) mais anormal dans le tractus respiratoire.

## Principaux groupes d'antibiotiques
- Béta-lactamines :
  - Pénicillines
  - Céphalosporines
- Quinolones
- Cyclines
- Macrolides et apparentés
- Aminosides
- Glycopeptides
- Oxazolidinones
- Carbapénèmes
- Imidazolés
- Sulfamides

## Tableau récapitulatif
Voici une liste de bactéries impliquées dans la plupart des maladies infectieuses bactériennes chez l'homme.

### Bactéries aérobies
|          | Gram + | Gram - |
| Cocci    | Staphylocoque (cocci en amas) : - Staphylococcus aureus - Staphylocoque à coagulase négative Streptocoque (cocci en chaînettes) : - Streptococcus pyogenes (groupe A), S. agalactiae (groupe B) S. dysgalactiae (groupe C), S. pneumoniae (diplocoque) - autres streptocoques : S. salivarius, S. sanguis, S. oralis, S. mutans, S. anginosus, streptocoques du groupe D (bovis) Entérocoques : (diplocoques) - Enterococcus faecalis, Enterococcus faecium | Neisseria (2 principaux cocci gram -) - N. Meningitidis (méningocoque) - N. Gonorrhoeae (gonocoque) Cocco-bacilles (germes en pédiatrie) : - Moraxella - Branhamella |
| Bacilles | - Listeria (monocytogenes) - Corynebacterium (diphteriae) - Bacillus (anthracis) | Entérobacteries : - E. coli, Klebsiella, Enterobacter, Serratia, Proteus, Salmonella, Shigella, Yersinia (pestis) Autres bacilles à Gram négatif : - Pseudomonas (aeruginosa=pyocyanique) - Stenotrophomonas - Acinetobacter - Campylobacter - Helicobacter - Vibrio (cholerae=choléra) - Bordetella (pertussis=coqueluche) - Haemophilus (influenzae) - Brucella (cocco-bacille) - Pasteurella - Legionella |

### Bactéries anaérobies
|  | Gram + | Gram -                                     |
|  | - Clostridium : C. tetani, C. botulinum, C. perfringens - Clostridioides : C. difficile - Peptococcus - Cutibacterium acnes - Actinomyces | - Bacteroides - Fusobacterium - Prevotella |

### Autres bactéries
| Intracellulaires                                    | Spirochètes                                                                               | Mycobactéries (=BAAR)                                                                         | Nocardia                       |
| --------------------------------------------------- | ----------------------------------------------------------------------------------------- | --------------------------------------------------------------------------------------------- | ------------------------------ |
| - Chlamydia (trachomatis) - Mycoplasma - Rickettsia | - Treponema (pallidum = syphilis) - Borrelia (burgdorferi = maladie de Lyme) - Leptospira | - M. Tuberculosis (= bacille de Koch) - Atypiques (M. avium complex (en)) - M. leprae (lèpre) | - N. asteroides - N. farcinica |

Attention aux confusions :	
- mycoplasme ≠ mycobactérie
- entérocoques(CG+) ≠ entérobactérie (BGN)